# Estouy
Estouy település Franciaországban, Loiret megyében. Lakosainak száma 512 fő (2022. január 1.). Estouy Aulnay-la-Rivière, Bondaroy, Dadonville, Marsainvilliers, La Neuville-sur-Essonne, Ramoulu és Yèvre-la-Ville községekkel határos.

## Népesség
A település népességének változása:
| Lakosok száma | 313  | 391  | 443  | 532  | 523  | 523  | 514  | 493  | 494  | 512  |
|               | 1968 | 1982 | 1990 | 2006 | 2013 | 2015 | 2017 | 2019 | 2020 | 2022 |